# Condado de Kwale
El condado de Kwale es un condado de Kenia.
Se sitúa en la antigua Provincia Costera. Su capital es la localidad de Kwale, aunque la localidad más poblada es Ukunda. Otras localidades importantes son Msambweni y Lunga Lunga.
El condado tiene 649 931 habitantes.
Kwale es principalmente un condado de interior, aunque tiene una pequeña parte costera junto a la ciudad de Mombasa. Es famoso por la Playa de Diani, la reserva nacional de Shimba Hills y el santuario de elefantes de Mwaluganje.

## Localización
El condado tiene los siguientes límites:
| Noroeste: Condado de Taita-Taveta | Norte: Condado de Kilifi | Noreste: Condado de Mombasa |
| Oeste: Kilimanjaro, Tanzania      |                          | Este: Océano Índico         |
| Suroeste: Tanga, Tanzania         | Sur: Tanga, Tanzania     | Sureste: Océano Índico      |

## Demografía
La única localidad importante es Ukunda, con 62 529 habitantes en el censo de 2009.

## Transportes
La principal carretera es la A109, que une las dos principales ciudades del país, Nairobi y Mombasa, pasando por el norte del condado de Kwale. En la zona costera, la principal carretera es la A14, que une Mombasa con Tanzania pasando por Ukunda. Un desvío de la A14, la C106, pasa por la capital condal Kwale.